# Subkultura
V sociologiji je subkultura kultura ali skupina ljudi s posebnimi vzorci vedenja in prepričanji znotraj večje kulture. Bistvo subkulture, ki jo ločuje od drugi družbenih skupin, je njeno zavedanje sloga in drugačnosti v slogu, oblačilih, glasbi ali v drugih interesih. Že leta 1950 je David Reisman razlikoval med večino, ki pasivno sprejema komercialno določene sloge in pomene, in 'subkulturo', ki je aktivno iskala manjšinski slog (takrat je bil to vroči jazz), in jo interpetiral v skladu s prevračalnimi vrednotami. To naj bi vodilo do tega, da občinstvo manipulira s produktom nič manj, kot on z njim.
Po navadi kultura vsebuje mnogo subkultur. Te vsebujejo velik del materinskih kultur, vendar pa so v nekaterih podrobnostih radikalno drugačne. Nekatere subkulture dosežejo tako visok status, da dobijo svoje ime.
Dick Hebidge je leta 1981 opisal slog kot skupek subkulturine mode, manirizma, žargona, aktivnosti, glasbe in interesov. Subkulturni slogi se od glavnega toka razlikujejo po tem, da so izmišljene, zgrajene namenoma, za razliko od običajne.
Henbrige je menil, da ima punk subkultura enake estetične običaje, kot dadaizem in surrealizem (npr. zaponke, kljukice za perilo, britvice, tamponi, kičke... vse to se je znašlo v punk »modi«).
Sarah Thornton (1995) je po Pierre Bourdieu (1986) opisal subkulturni kapital kot kulturno znanje in proizvod pridobljeni članov subkulture, ki so si s tem dvignili status in se zato razlikujejo od članov drugih skupin.